# Ardico Magnini
Ardico Magnini (21. říjen 1928 Pistoia, Italské království – 3. červenec 2020 Pistoia, Itálie) byl italský fotbalový obránce a trenér.
Fotbalově vyrůstal v klubu Pistoiese ve třetí lize. V roce 1950 přestoupil do prvoligového klubu Fiorentina a zde hrál osm sezon. V klubu fialek získal jeden titul a to v sezoně 1955/56. V následující sezoně hrál ve finále o pohár PMEZ. Utkání skončilo 0:2 pro Real Madrid. V roce 1958 byl prodán do Janova, kde odehrál dvě sezony. Kariéru zakončil v roce 1961 v Pratu.
Za reprezentaci odehrál 20 utkání. Byl na MS 1954.

## Hráčská statistika
| Sezóna  | Klub       | Liga    | Liga   | Liga | Ligové poháry | Ligové poháry | Ligové poháry | Kontinentální poháry | Kontinentální poháry | Kontinentální poháry | Celkem | Celkem |
| Sezóna  | Klub       | Soutěž  | Zápasy | Góly | Soutěž        | Zápasy        | Góly          | Soutěž               | Zápasy               | Góly                 | Zápasy | Góly   |
| ------- | ---------- | ------- | ------ | ---- | ------------- | ------------- | ------------- | -------------------- | -------------------- | -------------------- | ------ | ------ |
| 1947/48 | Pistoiese  | Serie B | 3      | 0    | -             | 0             | 0             | -                    | 0                    | 0                    | 3      | 0      |
| 1948/49 | Pistoiese  | Serie C | 39     | 8    | -             | 0             | 0             | -                    | 0                    | 0                    | 39     | 8      |
| 1949/50 | Pistoiese  | Serie C | 36     | 5    | -             | 0             | 0             | -                    | 0                    | 0                    | 36     | 5      |
| 1950/51 | Fiorentina | Serie A | 13     | 1    | -             | 0             | 0             | -                    | 0                    | 0                    | 13     | 1      |
| 1951/52 | Fiorentina | Serie A | 32     | 0    | -             | 0             | 0             | -                    | 0                    | 0                    | 32     | 0      |
| 1952/53 | Fiorentina | Serie A | 34     | 1    | -             | 0             | 0             | -                    | 0                    | 0                    | 34     | 1      |
| 1953/54 | Fiorentina | Serie A | 27     | 0    | -             | 0             | 0             | -                    | 0                    | 0                    | 27     | 0      |
| 1954/55 | Fiorentina | Serie A | 31     | 0    | -             | 0             | 0             | -                    | 0                    | 0                    | 31     | 0      |
| 1955/56 | Fiorentina | Serie A | 32     | 1    | -             | 0             | 0             | -                    | 0                    | 0                    | 32     | 1      |
| 1956/57 | Fiorentina | Serie A | 29     | 1    | -             | 0             | 0             | PMEZ                 | 5                    | 0                    | 34     | 1      |
| 1957/58 | Fiorentina | Serie A | 27     | 2    | IP            | 5             | 0             | -                    | 0                    | 0                    | 32     | 2      |
| 1958/59 | Janov      | Serie A | 25     | 2    | -             | 0             | 0             | -                    | 0                    | 0                    | 25     | 2      |
| 1959/60 | Janov      | Serie A | 1      | 0    | -             | 0             | 0             | -                    | 0                    | 0                    | 1      | 0      |
| 1960/61 | Prato      | Serie B | 21     | 0    | -             | 0             | 0             | -                    | 0                    | 0                    | 21     | 0      |
| Celkem  | Celkem     | Celkem  | 350    | 13   | -             | 5             | 0             | -                    | 5                    | 0                    | 360    | 13     |

## Hráčské úspěchy

### Klubové
- 1× vítěz italské ligy (1955/56)

### Reprezentační
- 1× na MS (1954)
- 2× na MP (1948–1953, 1955–1960)